# Княжество-епископство Хафельберг
Княжество-епископство Хафельберг (нем. Hochstift Havelberg, нем. Fürstbistum Havelberg) — духовное княжество в составе Священной Римской империи, существовавшее с 1151 года до секуляризации маркграфами Бранденбурга в 1571 году; юридическое признание секуляризация епископства получила в 1598 году. Княжество находилось на территории современной земли Бранденбург.

## История
В 929 году король Генрих I Птицелов предпринял поход против полабских славян, населявших территорию к востоку от реки Эльба. Он победил их в битве под Лензеном. Заняв восточный берег реки, Генрих I стал владельцем крепости, построенной на холме над рекой Хафель, в том месте, где Хафель впадает в Эльбу. Его сын Оттон I продолжил походы на земли полабских славян. В 936—937 году на завоёванных территориях он основал Саксонскую Восточную марку (Марка Герона). Здесь в 948 году король основал епархии Хафельберга и Бранденбурга, как викарные диоцезы архиепископства Майнца, а с 968 года — архиепископства Магдебурга. Епископство Хафельберг в 968 году вошло в состав Северной марки. Во время Великого славянского восстания в 983 году оно было занято племенами лютичей и какое-то время носило титулярный характер.
В 1130 году король Лотарь III вновь занял Хавельберг. В 1136—1137 году восточный берег реки Эльба был окончательно присоединён к Священной Римской империи маркграфом Альбертом Медведем. Первым и самым известным князем-епископом Хафельберга был каноник-премонстранец Ансельм, которого в 1129 году в сан епископа возвёл сам основатель премонстрантов — магдебургский архиепископ Норберт фон Ксантен. Ансельм фон Хафельберг взошёл на свою кафедру в городе Йерихов в 1144 году. После Венедского крестового похода в 1147 году он начал строительство собора в Хафельберге, который был освящен в 1170 году.
Епархиальная и светская территория диоцеза уже были разделены в 1151 году. Однако епископы не имели никаких светских прав в самом городе Хафельберг, который был захвачен маркграфами Бранденбурга. Устав, изданный императором Фридрихом Барбароссой, объявлявший этот город епископской резиденцией, так и не был исполнен, и в последующие века епископам пришлось перенести свою резиденцию в Витшток, что примерно в пятидесяти километрах к северо-востоку от Хафельберга. В 1383 году, во время правления князь-епископа Дитриха II Мана, церковь Святой Крови в Бад-Вильснаке стала знаменитым местом паломничества. С XIV-го века князь-епископы Хафельберга также использовали замок Платтенбург в качестве своей летней резиденции.
После длительных ссор с могущественными бранденбургскими курфюрстами глава премонстрантов наконец уступил их требованию преобразовать собор Хавельберга в коллегиальную церковь. С 1514 года деканы собора стали назначаться маркграфами Бранденбурга. В ходе протестантской реформации княжество-епископство Хафельберга стало лютеранским. С 1554 года им руководил Иоахим III Фридрих фон Гогенцоллерн, сын бранденбургского курфюрста Иоганна Георга. Оно было окончательно секуляризировано и включено в состав маркграфства Бранденбург в 1571 году. Его аннексия была завершена, когда Иоахим III Фридрих наследовал своему отцу как курфюрст Бранденбурга в 1598 году.